# Бовекио (Ла Специја)
Бовекио је насеље у Италији у округу Ла Специја, региону Лигурија.
Према процени из 2011. у насељу је живело 31 становника. Насеље се налази на надморској висини од 361 м.